# Чепилов, Атанас
Атанас Василев Чепилов (болг. Атанас Чипилов; род. 6 февраля 1987, Сандански, Болгария) — болгарский футболист, нападающий.

## Биография

### Клубная карьера
Воспитанник софийского «Левски». В 2004 году перешёл в академию киевского «Динамо». Его заметили в играх за юношескую сборную Болгарии. В основном выступал за «Динамо-2» в Первой лиге. Дебютировал 2 октября 2004 года в матче против симферопольского «ИгроСервиса» (0:4). Для получения игровой практики Чепилова отдавали в аренду сначала в «Ботев» из Пловдива, после играл за «Черноморец» (Бургас) и «Спортист». В августе 2009 года отправился в аренду в «Монтану».
С 2011 года по 2012 год выступал за «Берое». В 2012 году перешёл в «Монтану». Летом 2013 года подписал контракт с клубом «Банско».

### Карьера в сборной
Выступал за юношескую сборную Болгарии до 17 и до 19 лет.